# Гай Юлій Аквіла
Гай Юлій Аквіла — це ім'я декількох людей, які жили за часів Римської імперії.
Префект Єгипту
- Гай Юлій Аквіла був префектом Римського Єгипту між 10 і 11 роками н. е.

Губернатор Віфінії та Понту
- Гай Юлій Аквіла був римським аристократом, полководцем, який у 45 р. н. е. з кількома когортами вирушив до Боспору Кімерійського для захисту Тиберія Юлія Котиса I, базилевса Боспорської держави, який отримав владу від Риму супроти Тиберія Юлія Мітрідата.

До цього, ставши правителем Боспору, Мітрідат став проводити незалежну від Риму політику й уперше, за довгий час, карбує монету зі своїм портретом, титулом базилевса і без зображення римського імператора. Його брат Котис вирушив до Риму, у 44 році отримав від римського імператора титул базилевса, а на Боспор були спрямовані війська, за допомогою яких Мітрідат у 45 році був вигнаний з меж Боспорської держави.
Того ж року Гай Юлій Аквіла отримав преторські інсіґнії. Він також спорудив пам'ятник на честь імператора Клавдія в Малій Азії (сучасна Туреччина), відомий як монумент Кушкаясі.